# تلستی
تلستی (انگلیسی: Teleste) شرکت الکترونیک فنلاندی است، که در سال ۱۹۵۴ تأسیس شد.